# وسيط (إحصاء)

الوسيط والمنوال والمتوسط

في الرياضيات وفي علم الإحصاء، الوسيط أو الوسط (بالإنجليزية: Median)‏ هو الرقم الذي يفصل النصف الأعلى من العينة أو المجتمع عن النصف الأدنى بحيث يتساوى على طرفه عدد القيم بعد ترتيبها تصاعدياً.
فإذا كان عدد هذه القيم فردياً فالوسيط هو الرقم النصفي الذي يقسم هذه القيم،
أما إذا كان عدد القيم زوجياً فالوسيط هو الوسط الحسابي لمجموع الرقمين الوسيطيين.
مثال: إذا كانت العينة: 1 3 4 6 8 فالوسيط هو الرقم 4 

مثال 2 : إذا كانت العينة : 1 2 3 4 5 6 7 فالوسيط هو الرقم 4
مثال: إذا كانت العينة 1 3 4 5 7 9 فالوسيط يساوي {\displaystyle {\frac {4+5}{2}}}
مثال 2 : إذا كانت العينة 1 2 3 4 5 6 فالوسيط يساوي {\displaystyle {\frac {3+4}{2}}}